# Ismail Kadare
Ismail Kadare (v francoskem zapisu Ismaïl Kadaré), albanski pisatelj, pesnik, scenarist in dramatik, * 28. januar 1936, Gjirokastra, Kraljevina Albanija, † 1. julij 2024, Tirana, Albanija.
Bil je edini svetovno znani albanski pisatelj, ki je v svojih delih upodabljal teme iz albanske zgodovine, zaznamuje pa jih kritika tiranije. Velja za verodostojnejšega pripovedovalca albanske kulture od svojih sodobnikov, režim albanskega diktatorja Enverja Hoxhe pa je izmenoma hvalil in kritiziral, zato je bil njegov odnos s pisateljskimi krogi v Albaniji napet. Od leta 1990 je živel in deloval v Franciji.

## Življenje in delo
Pozornost je pritegnil že kot mladenič s poezijo in po diplomi na Univerzi v Tirani dobil priložnost za študij na Inštitutu Gorkega za svetovno književnost v Moskvi. Po vrnitvi v Albanijo leta 1960 je nekaj let delal kot novinar, nato pa je zaslovel z zgodovinskim romanom General mrtve armade (1963). Od takrat se je preživljal kot književnik; ustvarjal je večinoma zgodovinska in avtobiografska dela, v katerih se je že zgodaj oddaljil od uradnega sloga režimskih ustvarjalcev iz albanskega pisateljskega združenja in napadal tiranijo, a vpletal tudi globljo simboliko.
V času zaostritve represije v 1980. letih je napisal antiutopični fantazijski roman Palača sanj, ki ga je Politbiro razglasil za protirežimskega in ga prepovedal. Nekaj let po tistem je Hoxha umrl, kljub omilitvi represije pod njegovim naslednikom Ramizem Alio pa je položaj za ustvarjalce ostal težaven, zato je Kadare z ženo, prav tako pisateljico, odšel v Francijo, kjer je dobil politični azil. Njegovo ustvarjanje od takrat je bilo še bolj trpko, z močno osebno noto.
Leta 1996 je bil sprejet za člana Francoske akademije, kasneje pa je prejel še red poveljnika legije časti. Leta 2005 je postal prvi prejemnik mednarodne nagrade Man Booker za književnost.